# The Islander

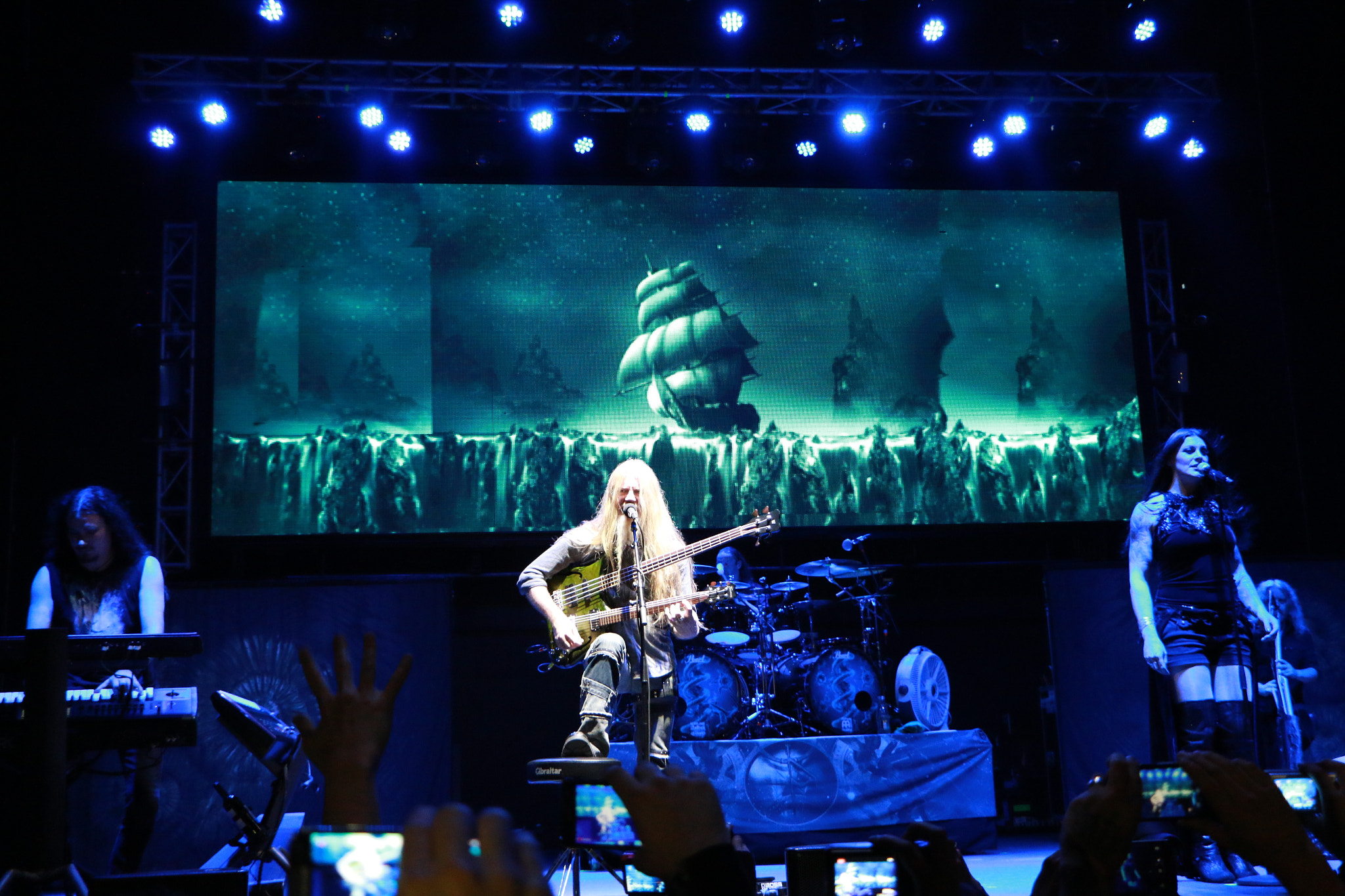
Nightwish

The Islander je singl od finské kapely Nightwish.

## Seznam skladeb

### Spinefarm Version (CD+DVD)
CD:
1. „The Islander“ [Radio edit]
2. „The Islander“ [Full-length]
3. „Escapist“ [Instrumental version]
4. „Meadows Of Heaven“ [Orchestral version]

DVD:
1. „The Islander“ [Full-length video] stereo
2. „The Islander“ [Full-length video] 5.1
3. „The Islander“ [Edited video] stereo
4. „Bye Bye Beautiful“ [Promotional video] stereo
5. „The Making of The Islander“ [Documentary]
6. „Escapist“ [Audio] stereo
7. „Escapist“ [Audio] 5.1

### Nuclear Blast Versions
CD:
1. „The Islander“ [Edit]
2. „The Islander“
3. „Escapist“ [Instrumental]
4. „Meadows Of Heaven“ [Orchestral]

CD a DVD Limited Digipak:
CD:
1. „The Islander“ [Edit]
2. „The Islander“
3. „Escapist“ [Instrumental]
4. „Meadows Of Heaven“ [Orchestral]

DVD:
1. „The Islander“ Video [Edit]
2. „The Islander“ Video
3. „The Making Of "The Islander"“

Mini LP:
1. „The Islander“ [Edit]
2. „The Islander“
3. „Escapist“ [Instrumental]
4. „Meadows Of Heaven“ [Orchestral]